# جائحة فيروس كورونا في تشاد
تُوَثِّق هذه المقالة آثار جائحة فيروس كورونا 2019-2020 في تشاد، وقد لا تتضمن جميع الاستجابات والتدابير والإجراءات الرئيسية حتى الآن.

## خلفية
في 12 يناير 2020، أكدت منظمة الصحة العالمية (WHO) أن فيروس تاجي جديد كان سببًا لمرض تنفسي لمجموعة من الأشخاص في مدينة ووهان، مقاطعة خوبي، الصين، والذين كانوا قد لفتوا انتباه منظمة الصحة العالمية في البداية في 31 ديسمبر 2019. رُبطت هذه المجموعة في البداية بسوق هوانان للمأكولات البحرية بالجملة في مدينة ووهان. ومع ذلك، فإن بعض الحالات الأولى التي أظهرت نتائج مختبرية لا صلة لها بالسوق، فمصدر الوباء غير معروف.
على عكس السارس لعام 2003، كانت نسبة إماتة الحالات لـ كوفيد-19  أقل بكثير، لكن انتقال العدوى كان أكبر بكثير، مع إجمالي عدد الوفيات. عادة ما يظهر كوفيد-19 في حوالي سبعة أيام بأعراض شبيهة بالإنفلونزا يُظهرها بعض الأشخاص حيث تتطور إلى أعراض الالتهاب الرئوي الفيروسي الذي يتطلب الدخول إلى المستشفى. اعتبارًا من 19 مارس، أصبح كوفيد-19 يُصنف على أنه «مرض معدي عالي الأثر».

## التسلسل الزمني
- في 19 مارس، سُجِّلت أول حالة إصابة بالفيروس في البلاد، وهي لمواطن مغربي قادم من دوالا.[7] كإجراء وقائي، ألغت الحكومة جميع الرحلات الجوية إلى البلاد، باستثناء رحلات الشحن.[8][9]
- وفي 26 مارس، مع الإبلاغ عن ثلاث حالات بالفعل، أبلغت السلطات التشادية عن حالتين إيجابيتين إضافيتين. وكانت الحالات، مسافرة تشادية تبلغ من العمر 48 عامًا من دبي ومسافرًا كاميرونيًا يبلغ من العمر 55 عامًا من بروكسل في رحلة الخطوط الجوية الإثيوبية قادمة من أديس أبابا.[10]
- في 30 مارس، أبلغ عن حالتين أخريين لكوفيد-19. وهو مواطن تشادي من دوالا وسويسري من بروكسل.[11]
- في 2 أبريل، سجلت تشاد حالة جديدة من كوفيد-19. هو تشادي سافر من دبي عبر أبوجا في نيجيريا.[12]
- في 3 أبريل، سجلت حالة جديدة في تشاد. وهو مواطن فرنسي سافر من بروكسل عبر باريس.[13]
- في 6 أبريل، سجلت تشاد أول حالة انتقال عدوى محليًا. ويتعلق الأمر بتشادي يبلغ من العمر 31 سنة كان على تواصل مع تشادي آخر شُخصت حالته إيجابيًا.[14]
- في 9 أبريل، أبلغ مسؤولو الصحة عن حالة جديدة من الإصابة بالفيروس. إنه تشادي عمره 59 سنة وصل يوم 25 مارس إلى نجامينا. الرجل متدين من باكستان عبر الكاميرون، وقد وصل إلى انجامينا برا. واصل الرجل رحلته إلى أبشي حيث عُزل أخيرًا في 4 أبريل. كان الاختبار إيجابيًا في 8 أبريل.[15]

## التدابير الوقائية
كإجراء وقائي، ألغت الحكومة جميع الرحلات الجوية إلى البلاد، باستثناء رحلات الشحن.